# Johann Friedrich Diedrichsen
Johann Friedrich Diedrichsen (ca. 1760 – 5. april 1794) var en dansk bankier. Diedrichsen var den eneste danske undersåt, der blev guillotineret i Paris, som et offer for Terrorregimet under den Franske Revolution.
Diedrichsen blev født i Holsten og blev ansat i et bankhus i Wien. Omkring 1790 fik han plads i Paris hos bankiererne Junius og Emanuel Frey, for hvem han foretog hyppige rejser til fx Wien, Berlin, Hamburg, London , hvor han besørgede pengetransaktioner.
Da brødrene Freys søster ægtede den franske revolutionspolitiker François Chabot, indvikledes både de og Diedrichsen i retssagen mod ham, og den offentlige anklager Antoine Quentin Fouquier-Tinville slog uden videre deres sag sammen med sagen mod Georges-Jacques Danton, Lacroix, Camille Desmoulins og andre og anklagede dem alle i hob for forræderi mod folket og konspiration med udlandet.
Revolutionstribunalet fældede dødsdom over dem alle, og 16. Germinal II (5. april 1794) blev Diedrichsen guillotineret.